# Adelphicos ibarrorum
Adelphicos ibarrorum es una especie de culebra de la familia Dipsadidae. Es  endémica de Guatemala y fue descubierta en el municipio de Chichicastenango, en el departamento de Quiché, a una altitud de 2000 a 2100 m s. n. m.

## Estado de conservación
Se encuentra amenazada por la pérdida de su hábitat natural.